# Lista de treinadores do San Antonio Spurs

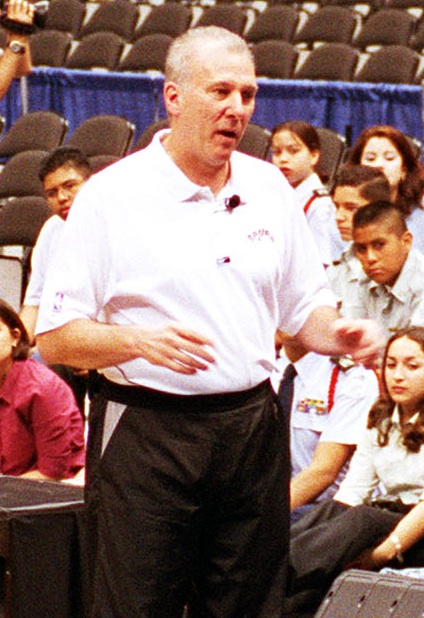
Gregg Popovich é o atual treinador do San Antonio Spurs desde 1996.

Este anexo lista os treinadores do San Antonio Spurs por ordem cronológica, time profissional de basquetebol localizado em San Antonio, Texas. A equipe pertence a Divisão Sudoeste, da Conferência Oeste, da National Basketball Association (NBA), tendo sido fundada em 1967 com o nome de Dallas Chaparrals. Como o interesse na cidade de Dallas pelo esporte era pequeno, o nome "Dallas" foi alterado para "Texas" na temporada 1970-71, tendo retornado ao original na seguinte. O time foi colocado a venda em 1973 após perder os playoffs e acabou sendo adquirido por um grupo de San Antonio formado por 36 homens de negócios, liderados por Angelo Drossos e Red McCombs, os quais recolocaram o time em San Antonio e mudaram o nome para "Spurs".
Dezoito treinadores já assumiram o comando do Spurs. A franquia conquistou o primeiro campeonato da NBA em 1999, onde estava treinada por Gregg Popovich. A equipe venceu outras três finais de conferência sob o comando de Popovich, em 2003, 2005 e 2007. Aliás, Popovich é quem mais treinou o time na temporada regular e nos playoffs, além de ser o técnico com mais vitórias. Ele também conquistou o prêmio Técnico do Ano na temporada 2002-03. Larry Brown é o único membro da franquia a ser introduzido no Basketball Hall of Fame como treinador. Bob Bass foi quem treinou por mais vezes diversas a equipe, em quatro oportunidades. Cliff Hagan, Max Williams, Bill Blakely, Dave Brown, Morris McHone, Jerry Tarkanian e Popovich iniciaram a carreira de treinador no Spurs.

## Técnicos

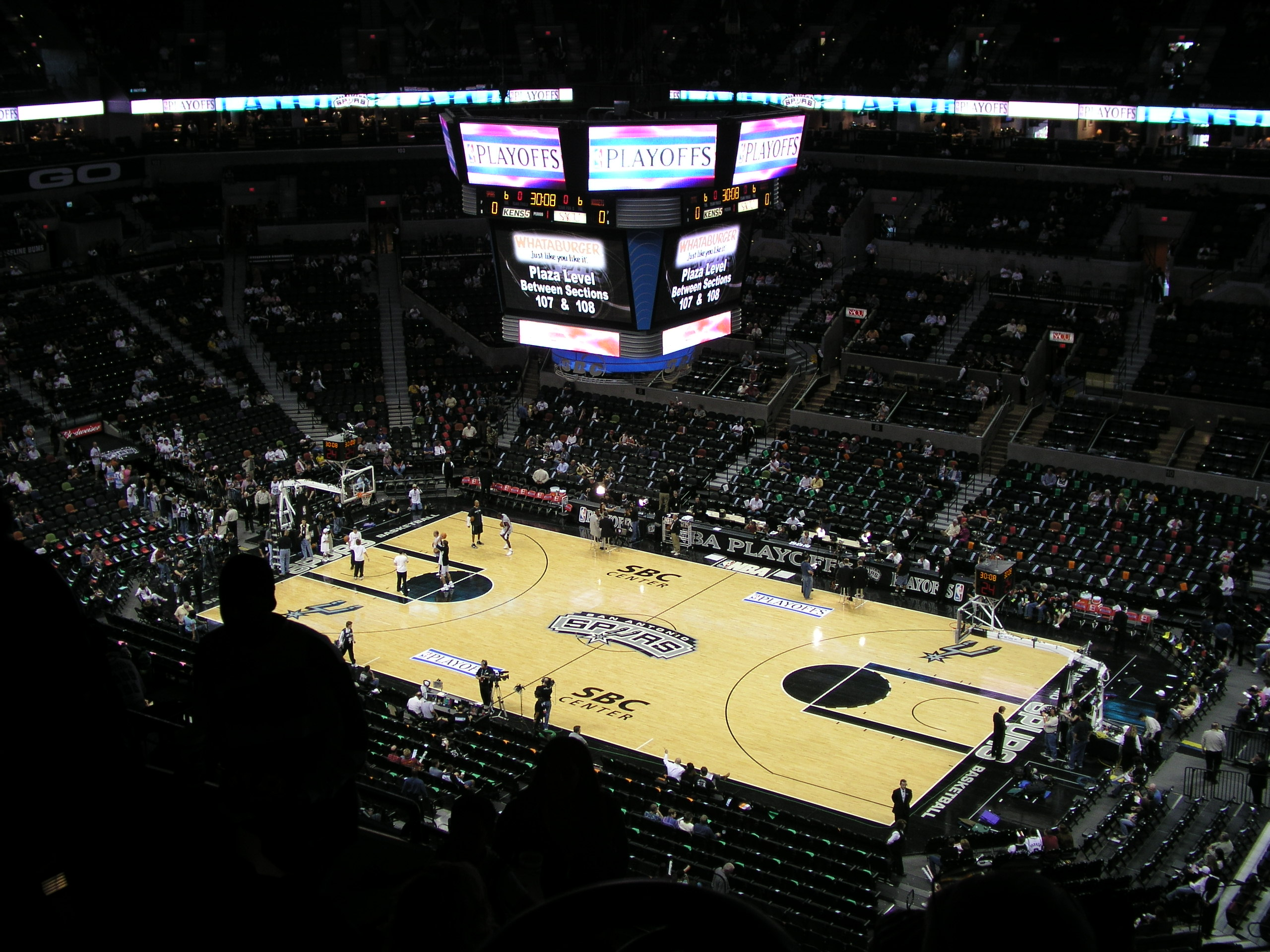
AT&T Center, arena na qual o San Antonio Spurs manda seus jogos.

| # | Número de técnicos                                      |
| J | Jogos                                                   |
| V | Vitórias                                                |
| D | Derrotas                                                |
| % | Porcentagem de vitória                                  |
| † | Consta no Basketball Hall of Fame como técnico          |
| * | Durante a sua carreira como jogador, fez parte do Spurs |

| #  | Nome               | Tempo         | J    | V   | D   | %     | J   | V   | D  | %    | Conquistas               | Ref    |
| -- | ------------------ | ------------- | ---- | --- | --- | ----- | --- | --- | -- | ---- | ------------------------ | ------ |
| 1  | Cliff Hagan*       | 1967-1970     | 199  | 109 | 90  | 54.8  | 15  | 7   | 8  | 46.7 |                          | [ 7 ]  |
| 2  | Max Williams*      | 1970-1971     | 60   | 28  | 32  | 46.7  | 6   | 2   | 4  | 33.3 |                          | [ 8 ]  |
| 3  | Bill Blakely*      | 1971          | 65   | 25  | 40  | 38.5  | 4   | 0   | 4  | 0.0  |                          | [ 9 ]  |
| 4  | Tom Nissalke       | 1971-1972     | 84   | 42  | 42  | 50.0  | 4   | 0   | 4  | 0.0  |                          | [ 13 ] |
| 5  | Babe McCarthy      | 1973          | 72   | 24  | 48  | 33.3  | —   | —   | —  | —    |                          | [ 14 ] |
| 6  | Dave Brown*        | 1973          | 12   | 4   | 8   | 33.3  | —   | —   | —  | —    |                          | [ 10 ] |
| —  | Tom Nissalke       | 1973-1975     | 112  | 63  | 49  | 56.3  | 7   | 3   | 4  | 42.8 |                          | [ 13 ] |
| 7  | Bob Bass           | 1975-1976     | 140  | 83  | 57  | 59.3  | 13  | 5   | 8  | 38.5 |                          | [ 6 ]  |
| 8  | Doug Moe           | 1976-1980     | 312  | 177 | 135 | 56.7  | 22  | 9   | 13 | 40.9 |                          | [ 15 ] |
| —  | Bob Bass           | 1980          | 16   | 8   | 8   | 50.0  | 3   | 1   | 2  | 33.3 |                          | [ 6 ]  |
| 9  | Stan Albeck        | 1980-1983     | 246  | 153 | 93  | 62.2  | 27  | 13  | 14 | 48.1 |                          | [ 16 ] |
| 10 | Morris McHone*     | 1984          | 31   | 11  | 20  | 35.5  | —   | —   | —  | —    |                          | [ 11 ] |
| —  | Bob Bass           | 1984          | 51   | 26  | 25  | .510  | —   | —   | —  | —    |                          | [ 6 ]  |
| 11 | Cotton Fitzsimmons | 1984-1986     | 164  | 76  | 88  | 46.3  | 8   | 2   | 6  | 25.0 |                          | [ 17 ] |
| 12 | Bob Weiss          | 1986-1988     | 164  | 59  | 105 | 36.0  | 3   | 0   | 3  | 0.0  |                          | [ 18 ] |
| 13 | Larry Brown†       | 1988-1992     | 284  | 153 | 131 | 53.9  | 14  | 7   | 7  | 50.0 |                          | [ 5 ]  |
| —  | Bob Bass           | 1992          | 44   | 26  | 18  | 59.1  | 3   | 0   | 3  | 0.0  |                          | [ 6 ]  |
| 14 | Jerry Tarkanian*   | 1992          | 20   | 9   | 11  | 45.0  | —   | —   | —  | —    |                          | [ 12 ] |
| 15 | Rex Hughes         | 1993          | 1    | 1   | 0   | 100.0 | —   | —   | —  | —    |                          | [ 19 ] |
| 16 | John Lucas II      | 1993-1994     | 143  | 94  | 49  | 65.7  | 14  | 6   | 8  | 42.8 |                          | [ 20 ] |
| 17 | Bob Hill           | 1994-1996     | 182  | 124 | 58  | 68.1  | 25  | 14  | 11 | 56.0 |                          | [ 21 ] |
| 18 | Gregg Popovich*    | 1996-presente | 1016 | 686 | 330 | 67.5  | 165 | 102 | 63 | 61.8 | Técnico do Ano (2002-03) | [ 3 ]  |